# Stadttempel
Stadttempel (în română Templul orașului), numit și Templul de pe Seitenstettengasse, este sinagoga principală a Vienei (Austria). Ea este situată în districtul 1 Innere Stadt, pe Seitenstettengasse 4.

## Istoric
Sinagoga a fost construită în perioada 1824-1826. Luxoasa clădire a templului a fost încorporată într-un bloc de locuințe și ascunsă vederii de pe stradă, din cauza unui edict emis de împăratul Iosif al II-lea, potrivit căruia era permisă construirea doar a lăcașurilor de cult romano-catolice cu fațade orientate direct către străzile publice.
Acest edict a salvat sinagoga de la distrugerea totală în timpul Nopții de cristal din noiembrie 1938, deoarece incendierea sinagogii ar fi făcut ca și clădirile învecinate să ia foc. Stadttempel a fost singura sinagogă din oraș care a supraviețuit celui de-al Doilea Război Mondial, deoarece trupele paramilitare germane Sturmabteilung, au distrus, cu ajutorul autorităților locale, toate celelalte 93 de sinagogi și case de rugăciune evreiești din Viena, începând din  Noaptea de cristal.
În august 1950 sicriele lui Theodor Herzl și ale părinților săi au fost expuse în sinagogă, înainte de transportarea lor către Israel pentru a fi înhumate acolo.
În cursul atacului asupra sinagogii din Viena din 1981 două persoane care participau la o ceremonie bar mitzvah în sinagogă au fost ucise și alte treizeci au fost rănite atunci când un grup de teroriști arabi palestinieni a atacat sinagoga cu mitraliere și grenade de mână.
Astăzi sinagoga este principala casă de rugăciune pentru comunitatea evreiască vieneză, formată din aproximativ 7.000 de membri.
Sinagoga a fost înscrisă pe lista monumentelor istorice din Austria.
La 2 noiembrie 2020 a avut loc un atac terorist lângă clădirea sinagogii, în urma căruia au fost ucise patru persoane și alte 23 au fost rănite. Nu s-a aflat în mod sigur dacă sinagoga a fost ținta atacului.

## Arhitectură

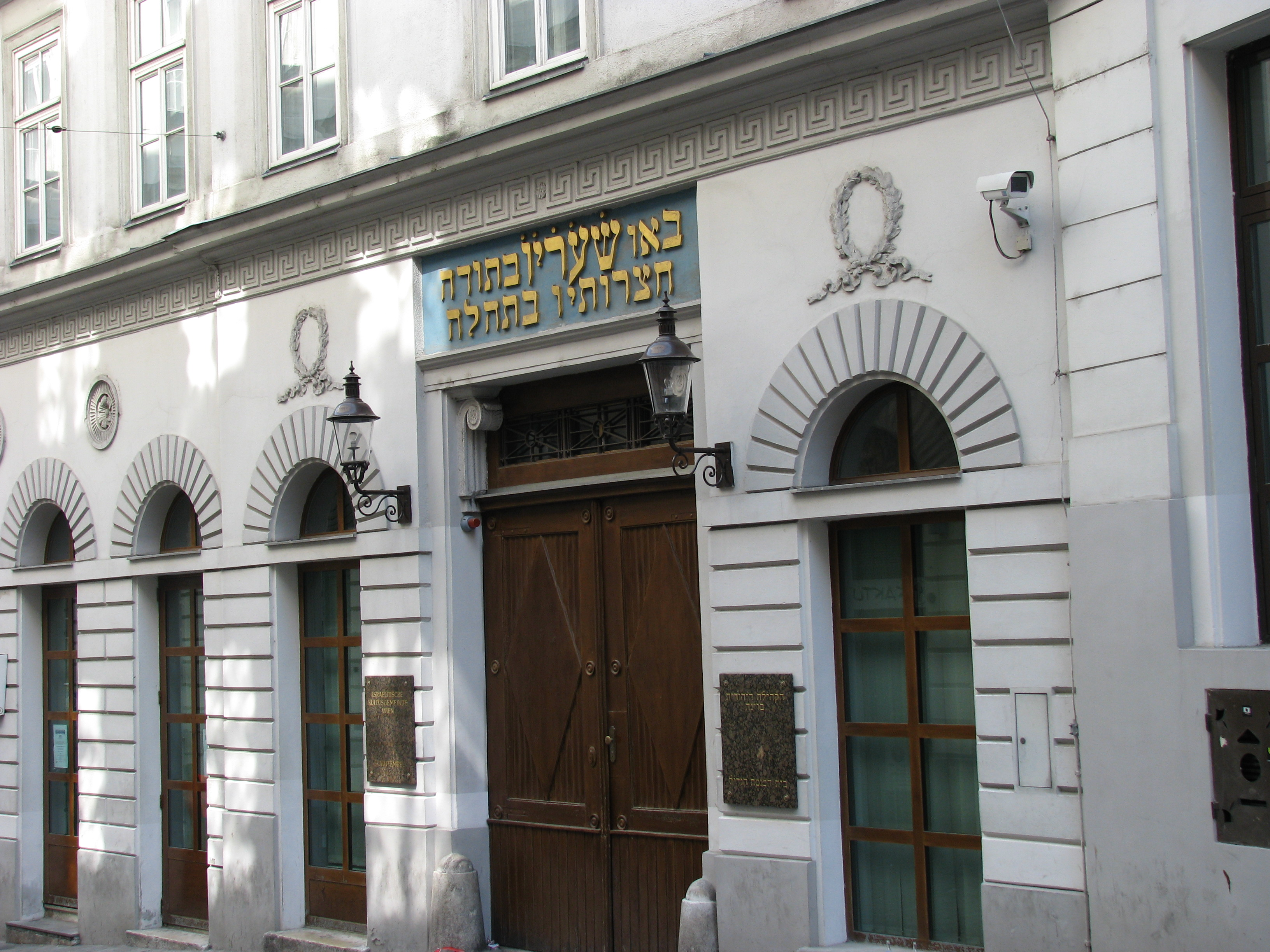
Fațada Stadttempel și intrarea din față

Sinagoga a fost proiectată în elegantul stil Biedermeier de arhitectul vienez Joseph Kornhäusel, arhitect al lui Johann I Joseph, prinț al Liechtensteinului, pentru care a construit palate, teatre și alte clădiri. Construcția sinagogii a fost supravegheată de arhitectul municipal oficial, Jacob Heinz.
Două blocuri de apartamente cu cinci etaje, aflate pe Seitenstettengasse la numerele 2 și 4, au fost construite în același timp cu sinagoga, fiind proiectate de arhitect pentru a ascunde sinagoga vederii de pe stradă în conformitate cu edictul de toleranță, care permitea membrilor religiilor tolerate să se închine în biserici clandestine, dar nu și în clădiri cu fațada pe străzile publice. Sinagoga este atașată structural blocului de apartamente de pe Seitenstettengasse nr. 4.

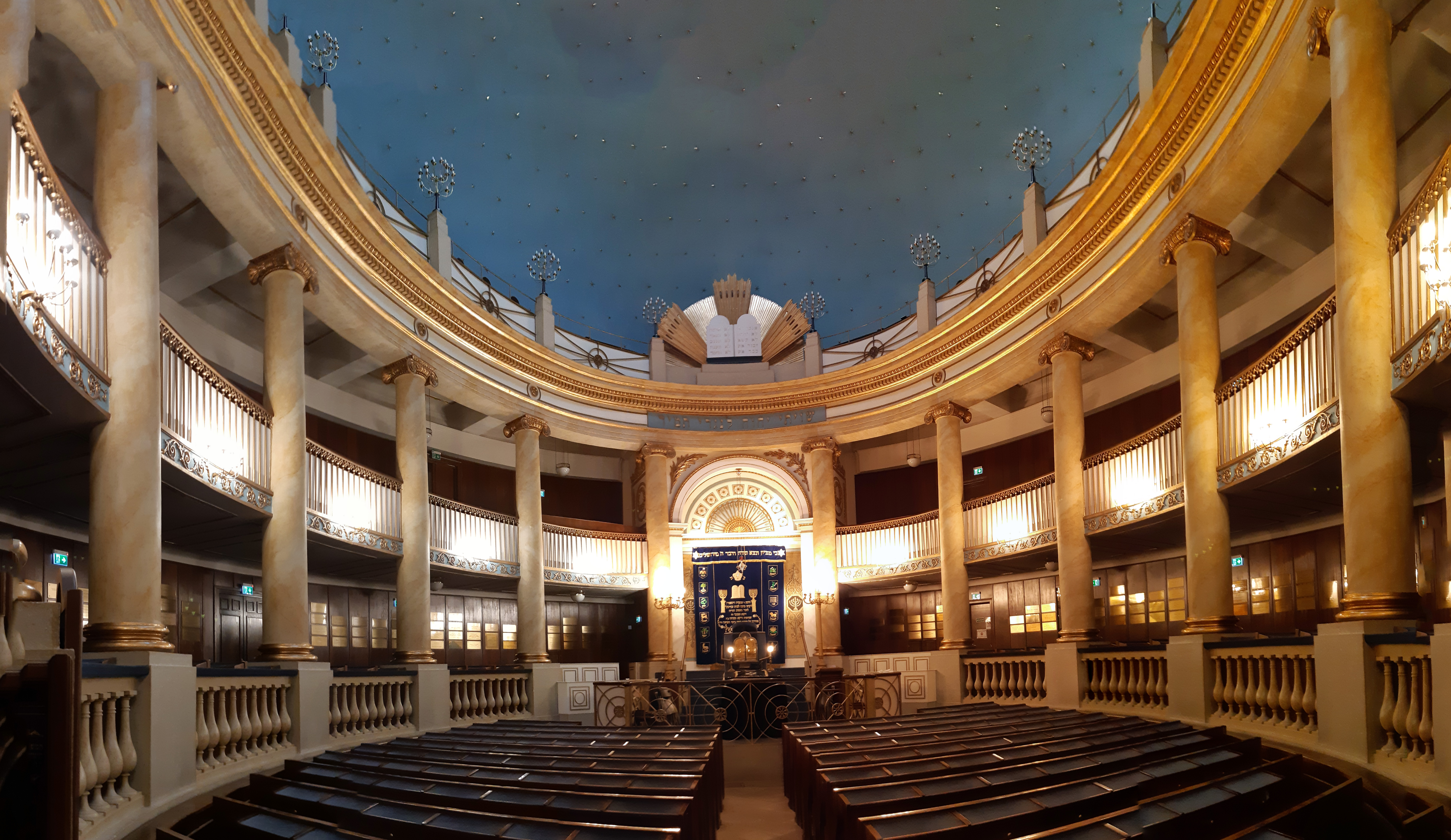
Interiorul Stadttempel

Sinagoga are forma unui oval. Un inel de douăsprezece coloane ionice susține o galerie pentru femei pe două niveluri. Inițial, galeriile se terminau la o coloană distanță de Arca Sfântă, dar ele au fost extinse ulterior la coloanele de lângă arcă pentru a oferi mai multe locuri. Clădirea are o cupolă și este luminată de un felinar aflat în centrul cupolei, într-un stil clasic Biedermeier.
Un vitraliu comemorativ realizat în momentul inaugurării sinagogii și gravat cu o imagine detaliată a interiorului sinagogii se află acum în colecția Muzeului Evreiesc din New York.
Sinagoga a fost renovată în 1895 și din nou în 1904 de arhitectul evreu Wilhelm Stiassny, fiindu-i adăugate ornamentații bogate; „armonia senină a construcției a fost stricată de renovări”, susținea istoricului arhitecturii Rachel Wischnitzer. Pagubele cauzate sinagogii în urma Nopții de cristal au fost reparate în 1949. „Stadttempel” a fost renovat încă o dată în 1963 de prof. Otto Niedermoser.

## Membri celebri
- Simon Wiesenthal
- Adolf Jellinek[12]